# Канали Амстердама
Канали Амстердама, або грахти (нід. Amsterdamse grachten) — розгалужена система добре спланованих каналів (грахтів) у столиці Нідерландів Амстердамі, що пронизує все місто. Маючи вжиткове значення, канали ще й одна з головних пам'яток і туристичних принад Амстердама, один із його головних символів.
Сотні кілометрів каналів, понад 1 500 мостів та близько 90 штучних островів дозволили Амстердаму отримати титул «Північна Венеція». У місті є 3 головні канали: Геренграхт, Кейзерсграхт і Принсенграхт. Їх прорили в XVII столітті, що його називають «золотим століттям Нідерландів». Ці канали утворюють 3 концентричні півкола, що оперізують місто. Систему амстердамських каналів занесли до пам'яток Світової спадщини ЮНЕСКО в Нідерландах (2010).

## Історія
У XVII столітті до Амстердама стікалися заробітчани з Німеччини та Франції, і місто переживало пік імміграції. Тоді було розроблено ретельний план концентричних напівколових каналів, що вели до причалів.
Три канали призначалися для житлових районів, а четвертий, найбільший, слугував задля захисту й контролю за водою. Концентричні канали сполучалися радіальними. Над каналами було споруджено понад сотню мостів. Канали мали практичне значення. Будинки на їхніх берегах належали купцям, куди човнами товари доставлялися з порту. Спеціальні підйомники на будинках дозволяли витягати, завантажувати й розвантажувати товар.
Канали почали споруджувати з 1613 році, із заходу на схід. Роботи в південному секторі завершилися до 1656 року. Після того почали потроху зводити будинки. У східній частині міста заплановане не здійснили. У наступні століття земля відійшла під парки, оселі видних громадян, театри, інші громадські заклади та деякі водні дороги, однак без детального планування.
З часом частину каналів засипали й зробили вулицями.
Нині амстердамські канали — справжня візитівка нідерландської столиці, які, як і раніше, виконують суто функціональне призначення. Історико-культурне значення грахтів було визнано, коли їх занесли у 2010 році до Світової спадщини ЮНЕСКО від Нідерландів.

## Головні канали
До числа головних амстердамських каналів, будинки вздовж котрих побудовано ще в XVII столітті, належать:
- — Сингел (нід. Singel) — спершу в XV столітті був міським ровом, однак у процесі зростання міста став одним із його каналів. Він починається в бухті Амстердама поруч із Центральним вокзалом і впадає в річку Амстел коло площі Мунтплейн. Він один із кількох головних кільцевих каналів, що оперізують міський центр. Канал Сингел не треба плутати з каналом Сингелграхт (нід. Singelgracht), який став зовнішньою межею міста тільки в XVII столітті.
- — Геренграхт (нід. Herengracht, тобто «Панський канал») — перший серед трьох головних каналів Амстердама. Його названо на честь панів-регентів, що очолювали Амстердамом. На його набережних стоять дво- і триповерхові особняки з внутрішніми подвір'ями. Його фешенебельна частина називається «Золотий закрут» (нід. Gouden Bocht).
- — Кейзерсграхт (нід. Keizersgracht, тобто «Кесарів канал») — другий із трьох головних каналів. Його названо на честь імператора Священної Римської імперії Максиміліана I.
- — Принсенграхт (нід. Prinsengracht, тобто «Принців канал») — найдовший з усіх каналів Амстердама. Його названо на честь принца Оранського, очільника нідерландського повстання проти іспанських Габсбургів. Мости через цей канал не сполучаються прямо з вулицями на стороні Йордан (нід. Jordaan).

## Галерея

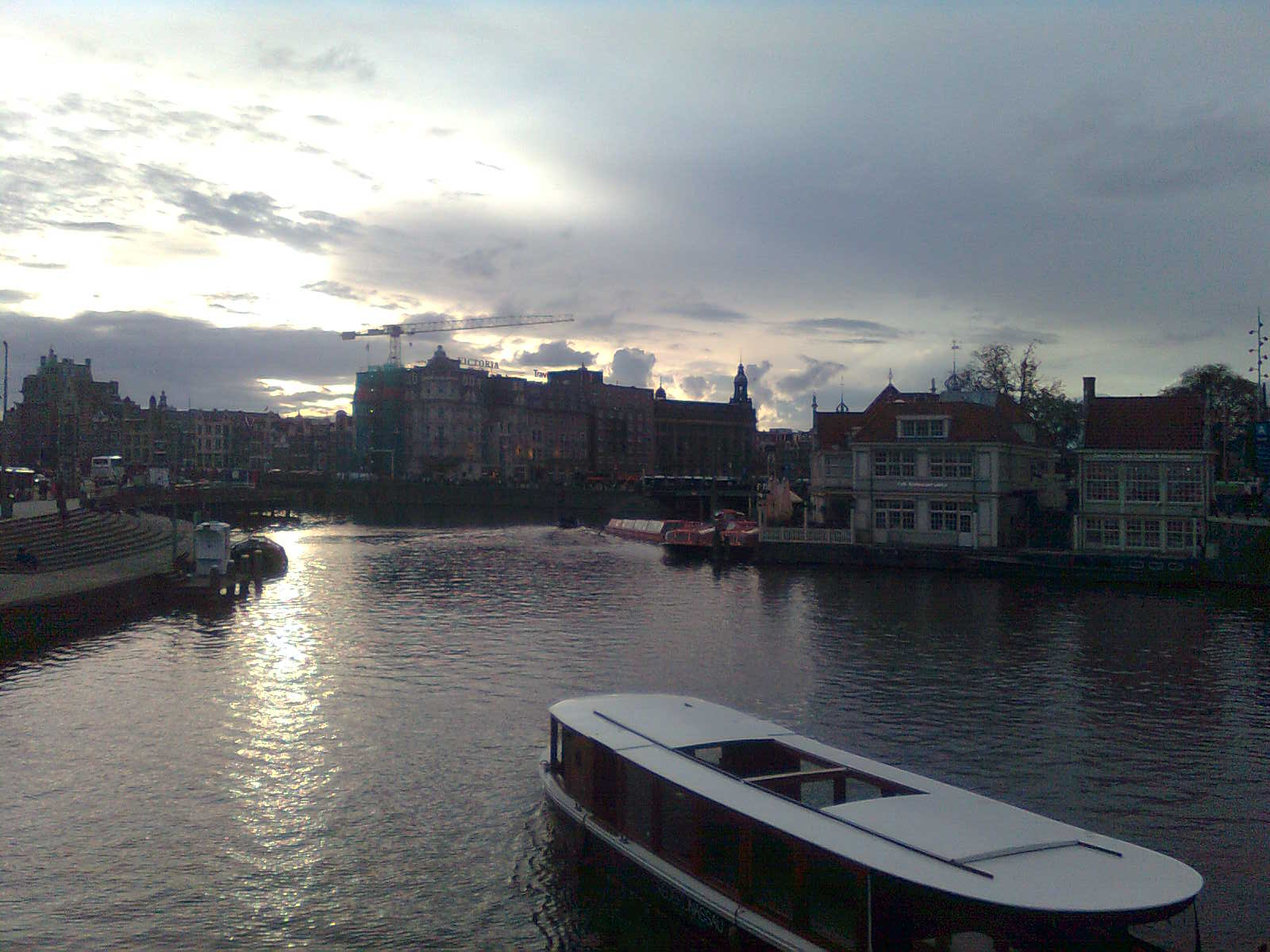
Канали Амстердама. Надвечір'я
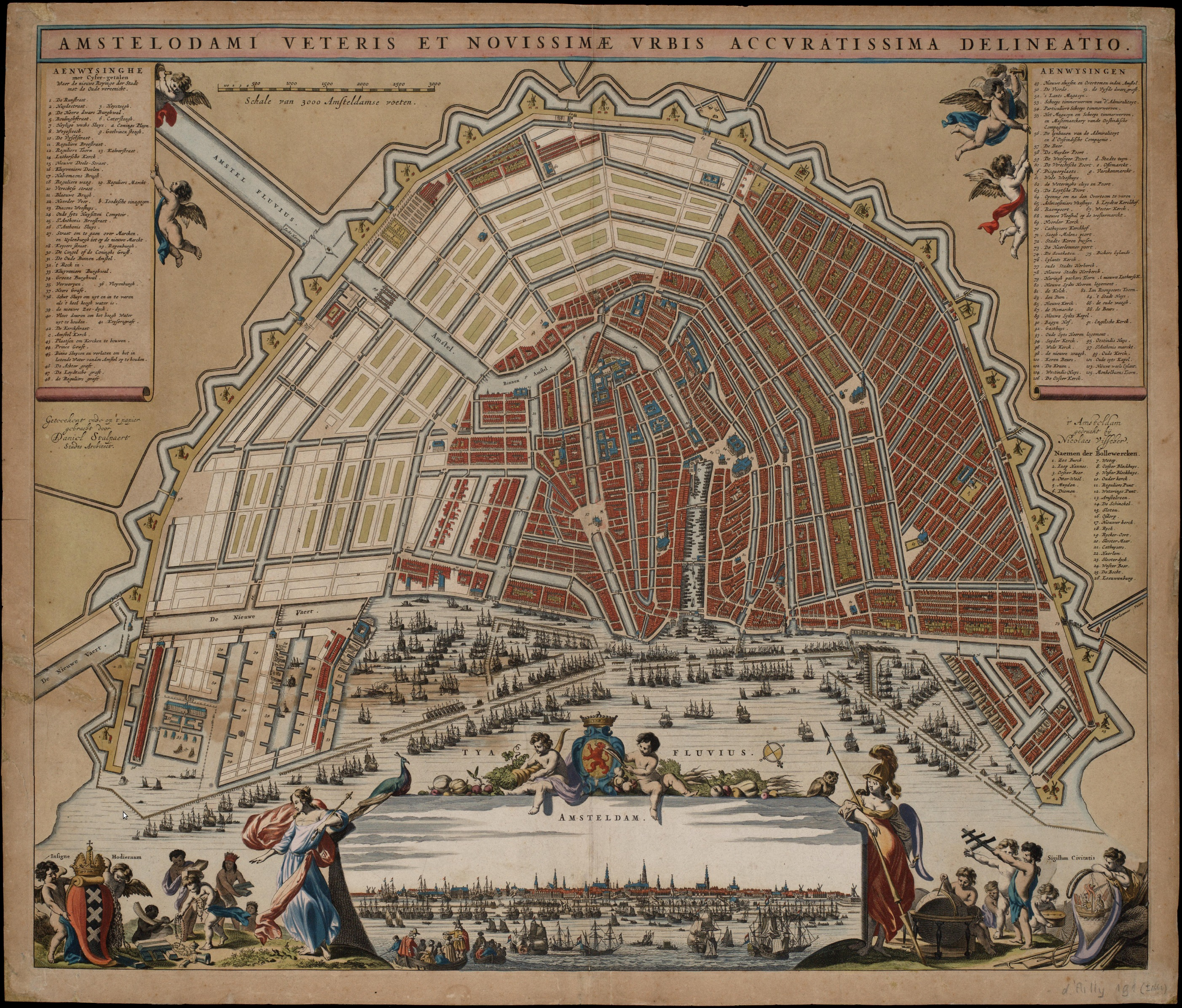
Мапа Амстердама з каналами 1662 р.
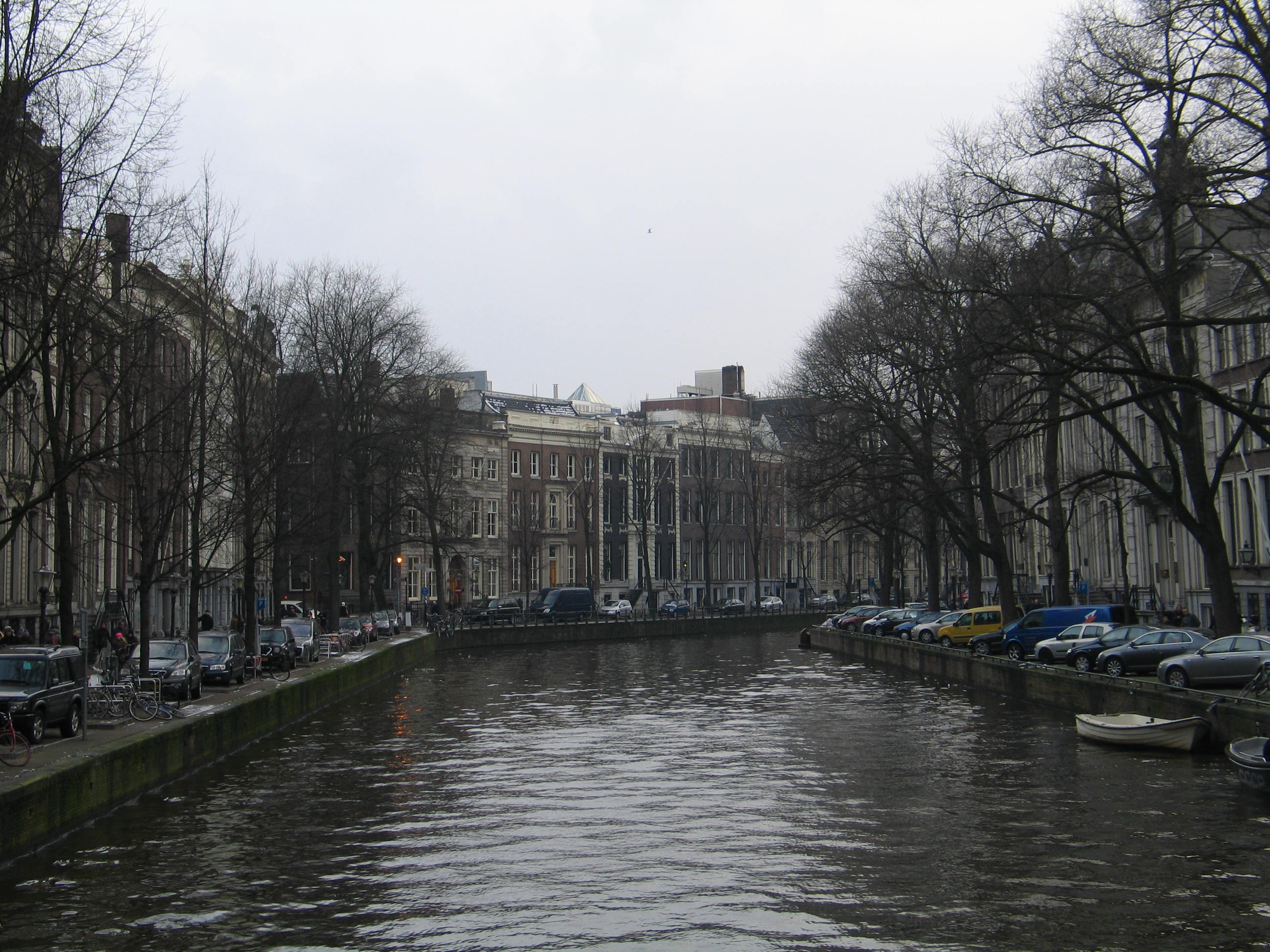
«Золотий закрут» Геренграхта
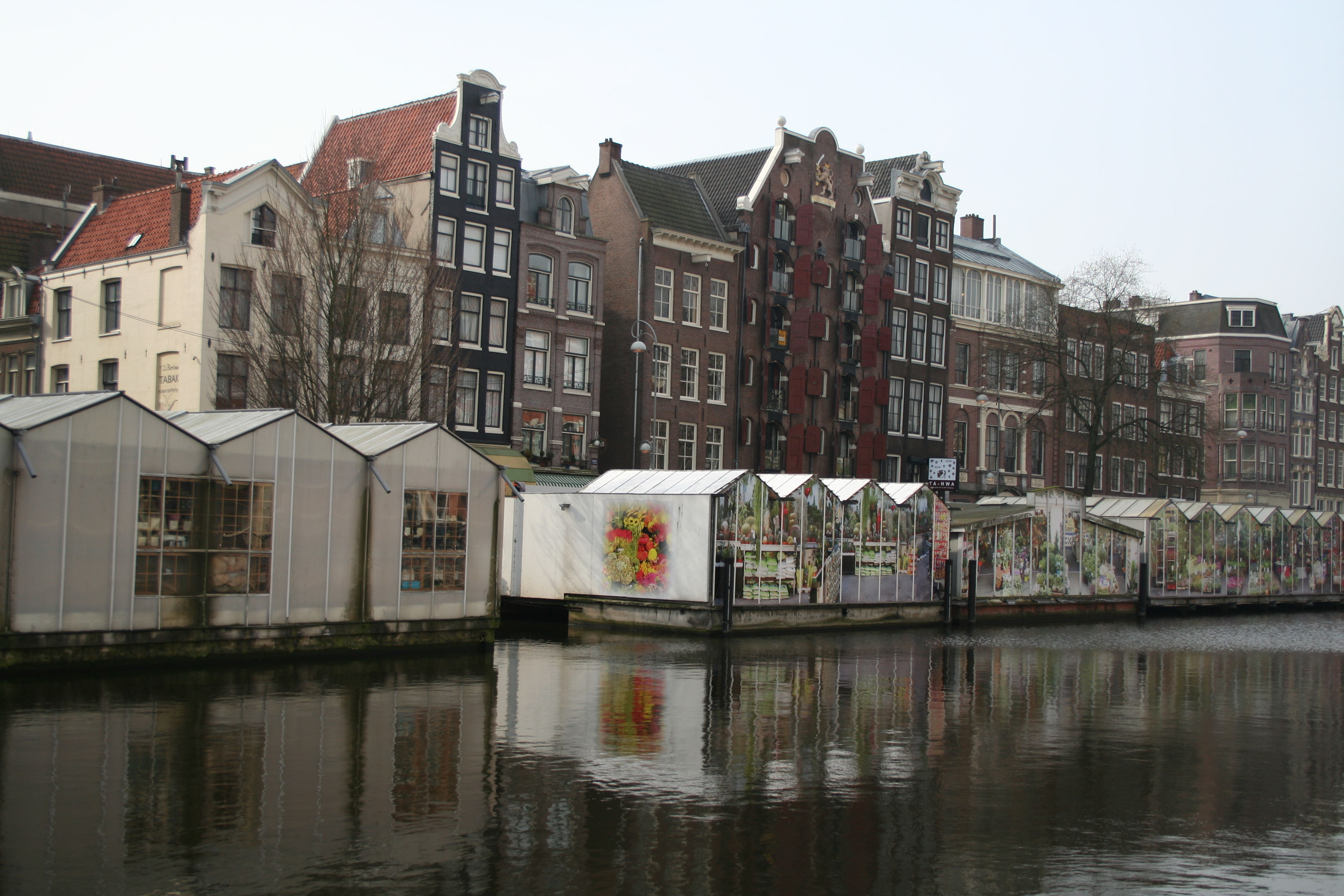
Квітковий ринок на каналі Сингел
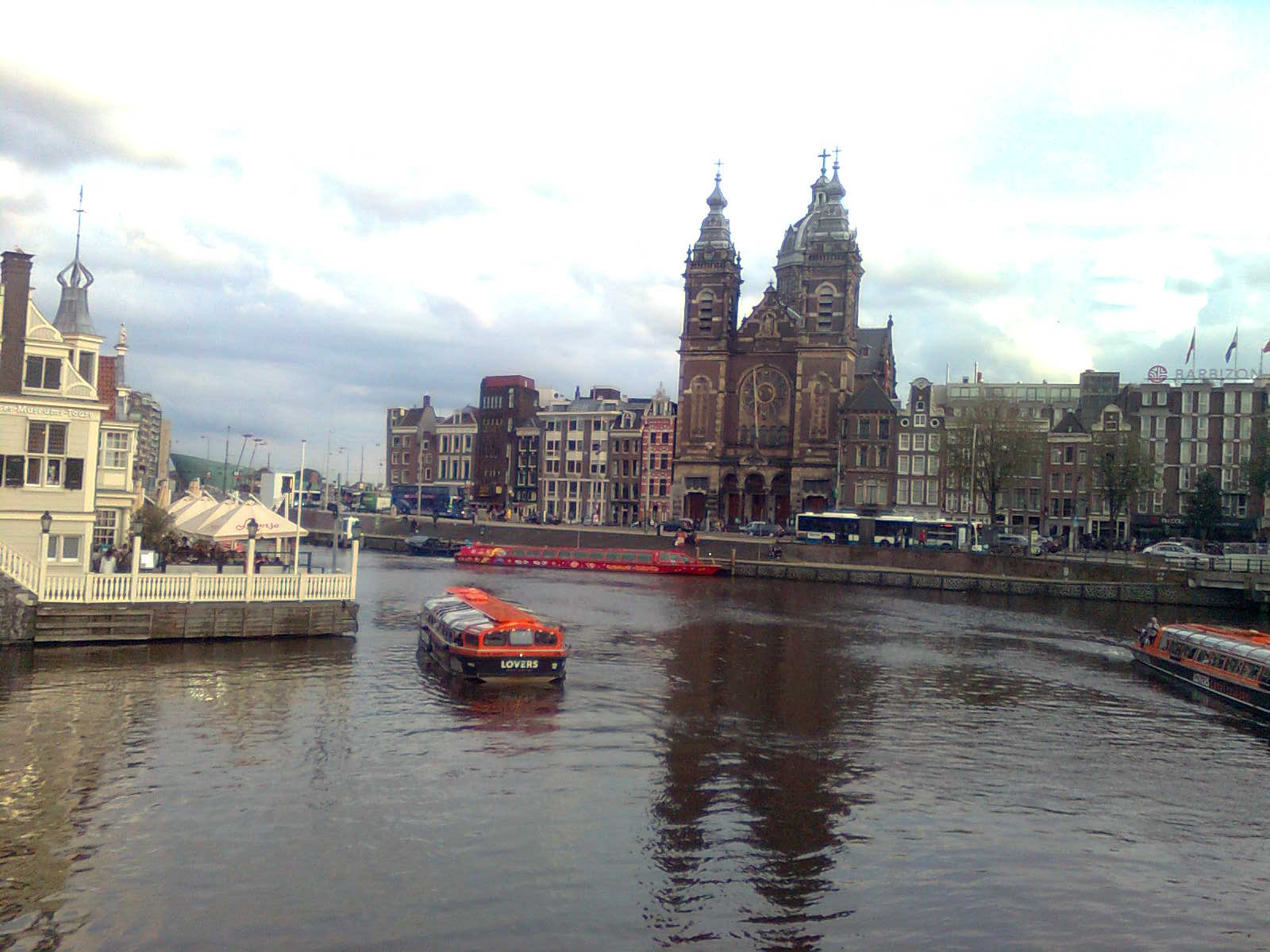
Храм над каналом. Амстердам
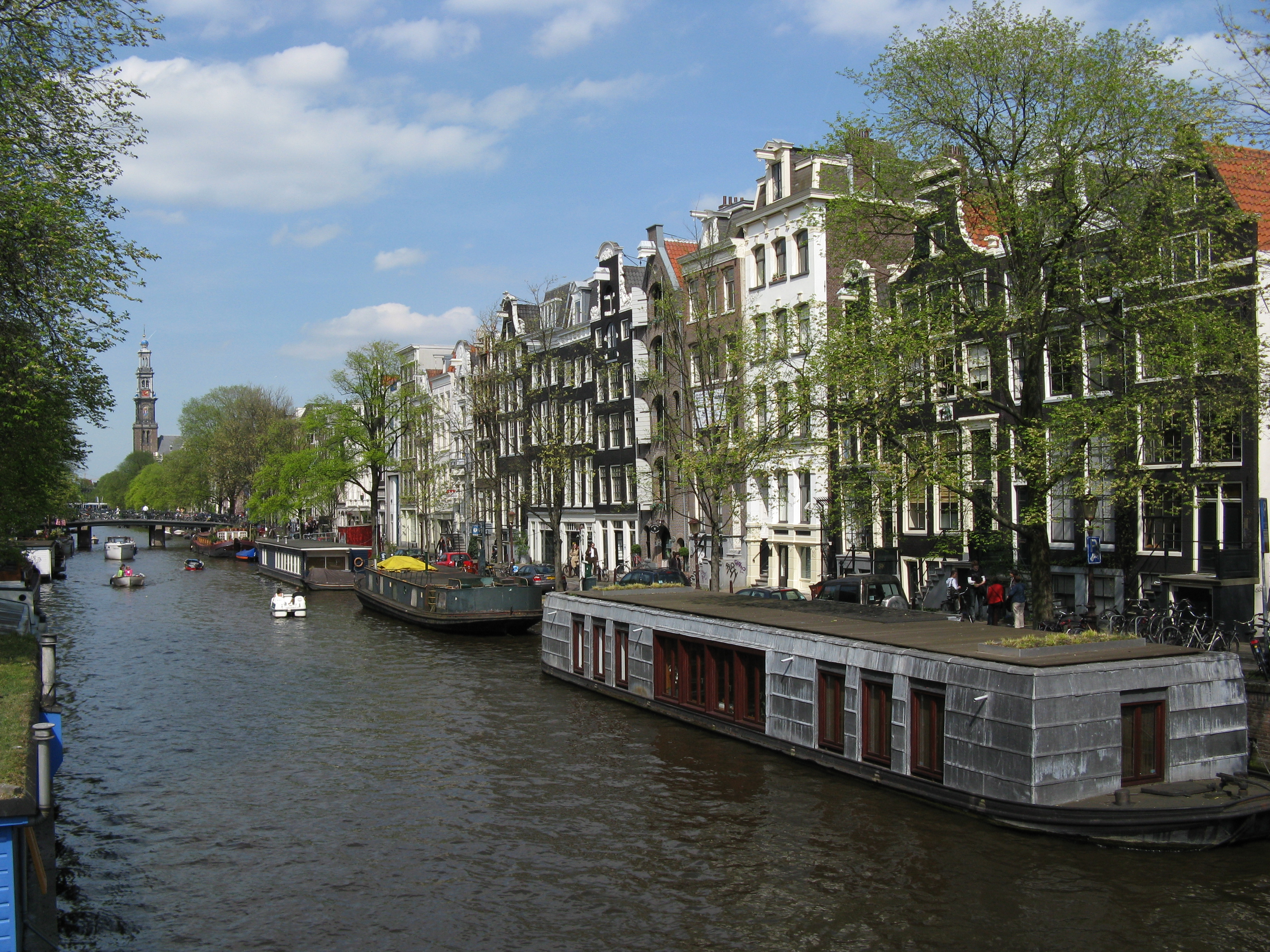
Амстердамські канали заслужили місту славу «Північної Венеції»
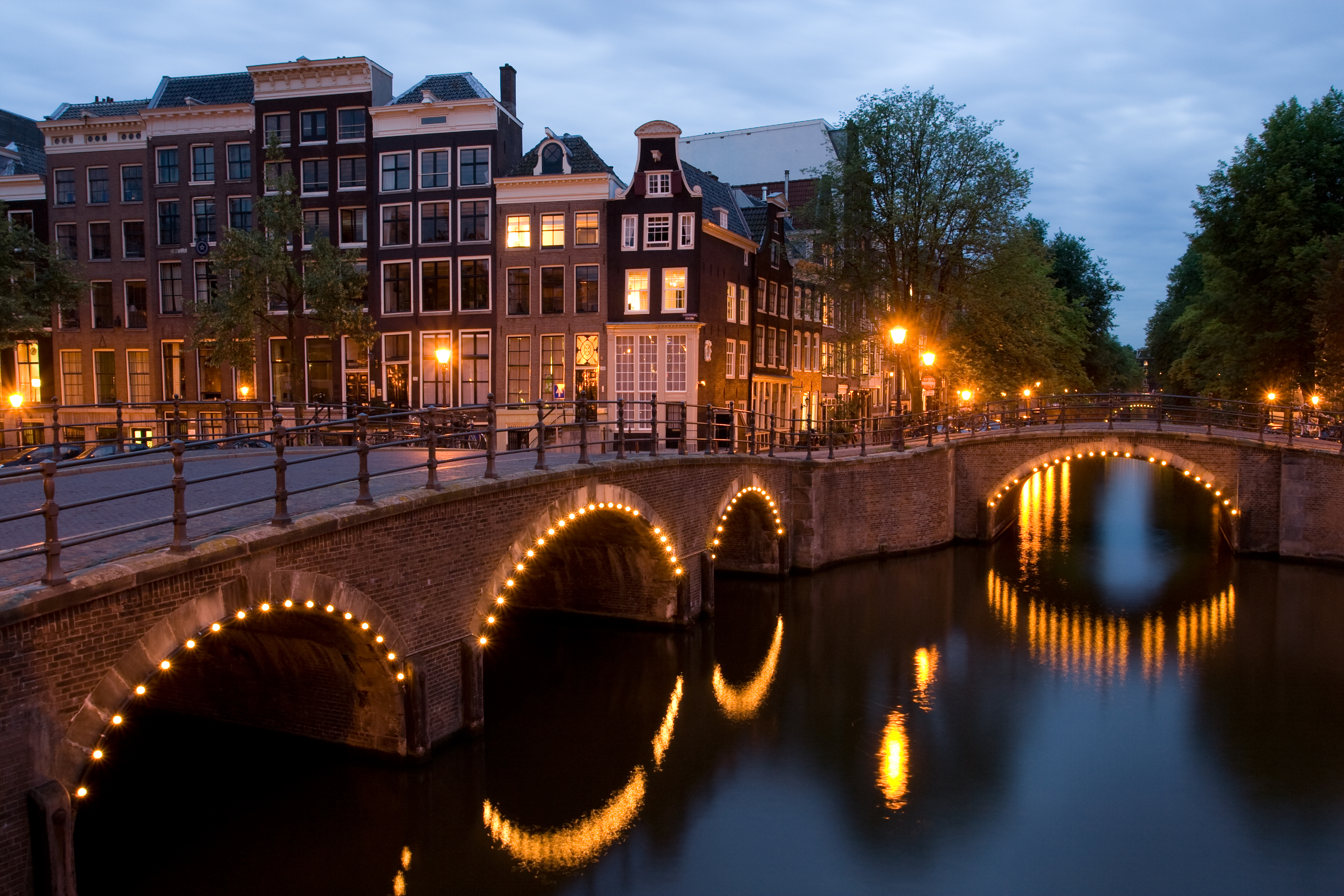
Кейзерсграхт у надвечір'я
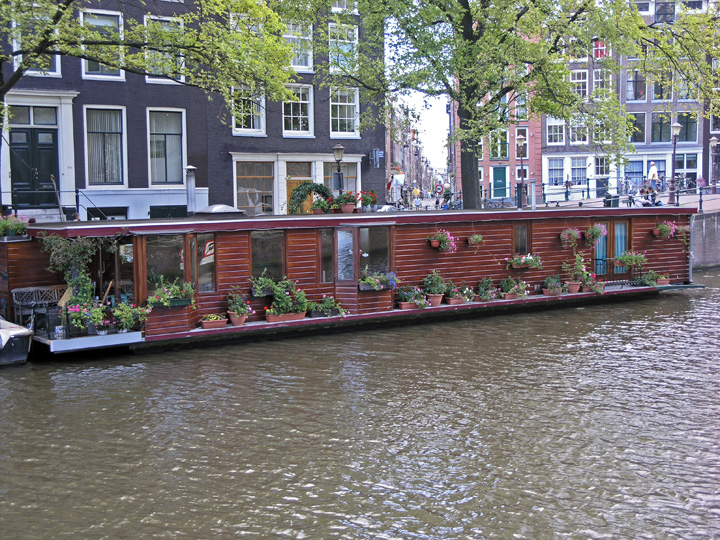
Вонбот на Принсенграхті
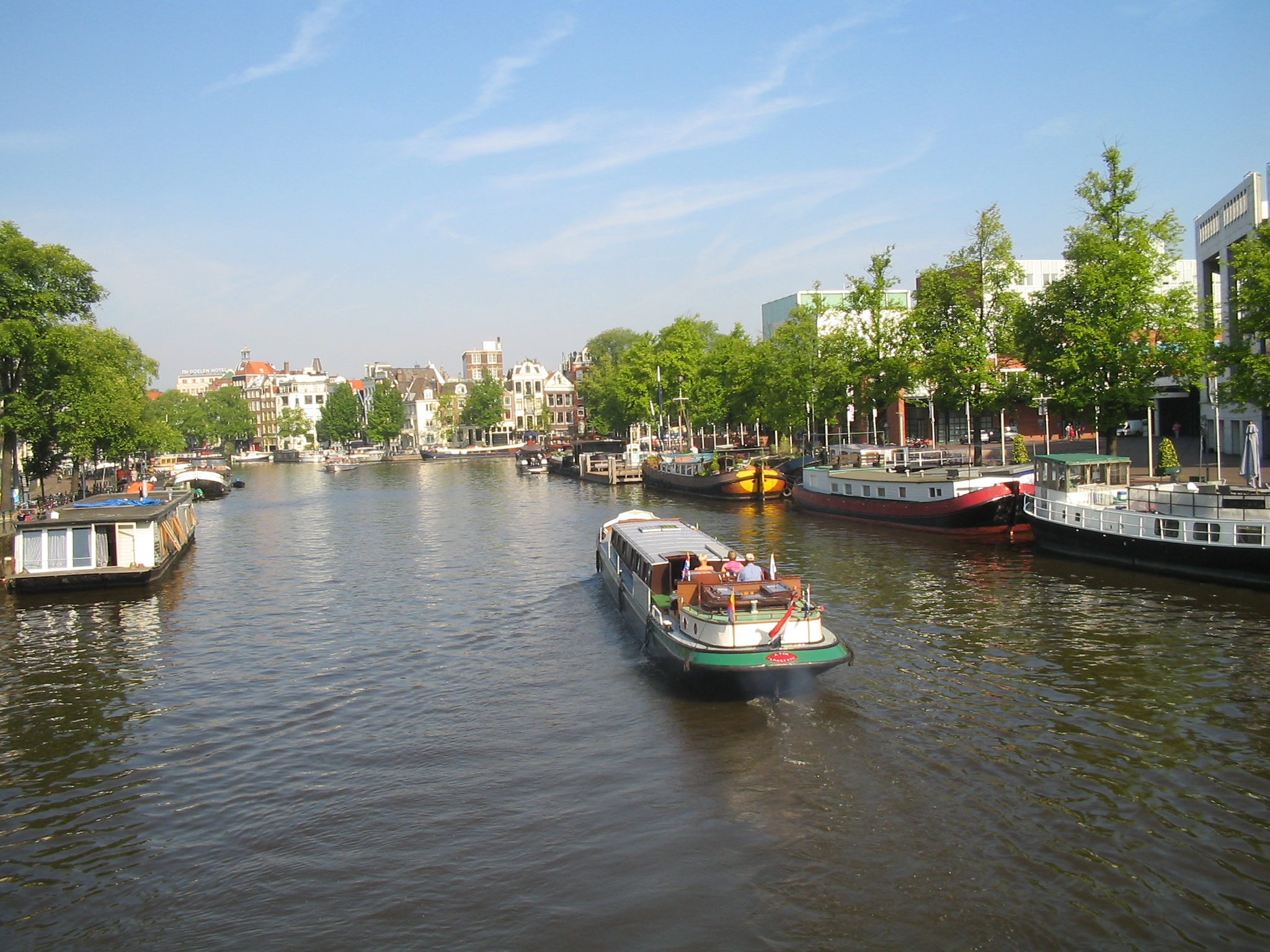
Річка Амстел (нід. Amstel)
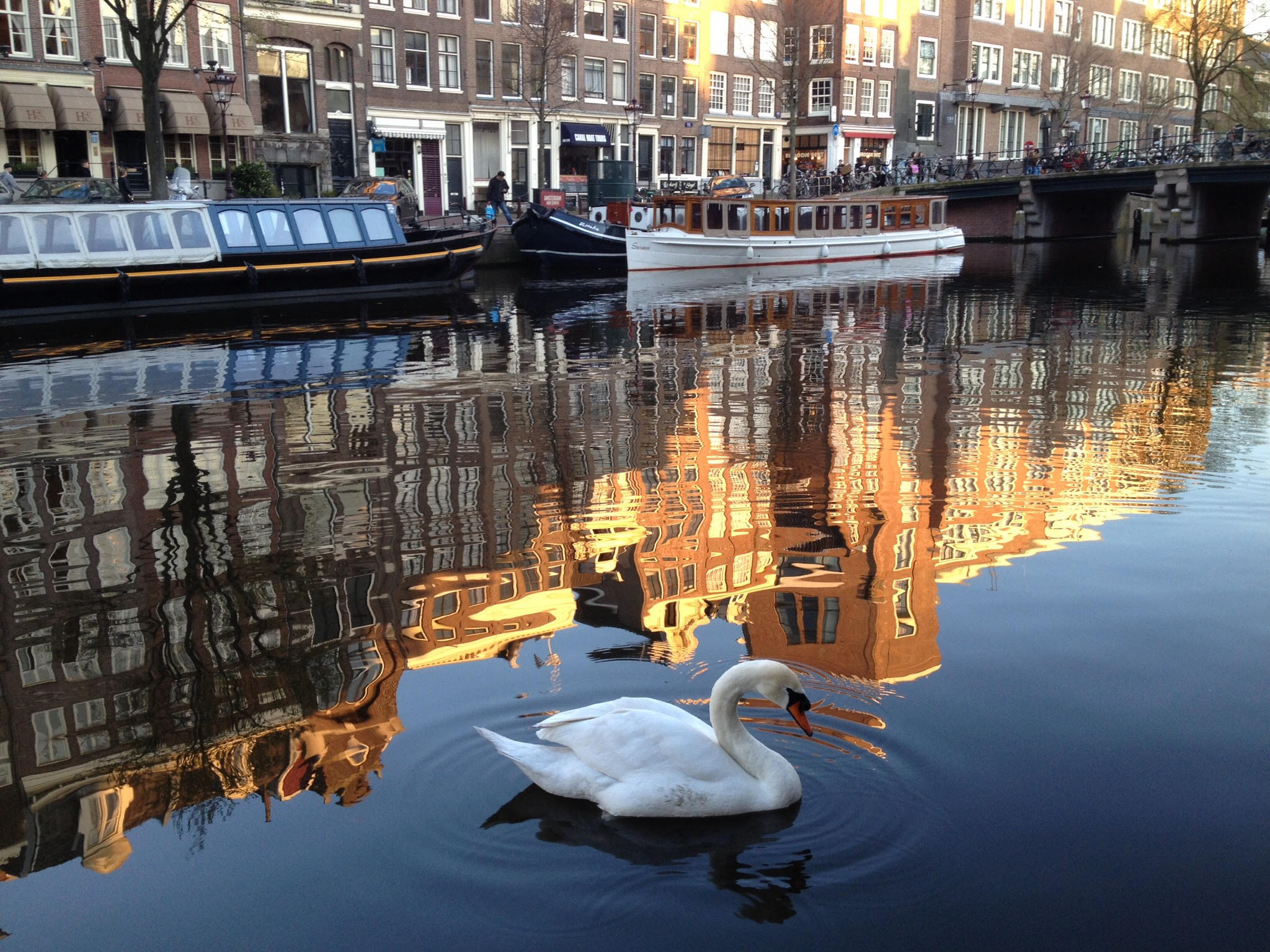
Лебідь на каналі Амстердама